# The BMJ
The BMJ är en brittisk medicinsk tidskrift som tillämpar peer review. Tidigare gick den under namnet  British Medical Journal, men 1988 förkortades namnet officiellt till BMJ. Sedan 2014 är namnet The BMJ. Tidskriften publiceras av BMJ Group, som är ett helägt dotterbolag till den fackliga organisationen British Medical Association.